# Stazione di Pichelsberg
La stazione di Pichelsberg è una stazione ferroviaria di Berlino, posta sulla linea detta "Spandauer Vorortbahn"; è servita dai soli treni della S-Bahn.